# Карихона (язык)
Карихона (Carifuna, Carihona, Carijona, Hianacoto-Umaua, Huaque, Kaliohona, Karijona, Koto, Omagua, Umawa) — почти исчезнувший карибский язык или, возможно, пара языков, на котором говорит народ карихона, который проживает на реках Какета и Яри, южнее города Мирафлорес и около вокруг Пуэрто-Наре, в департаменте Ваупес в Колумбии. Дербишир (1999) перечисляет две разновидности, ианакото-умауа и карихона, которые могут быть отдельными языками. С этими двумя группами не было контакта в течение многих лет. Также у карихона имеются браки с другими племенами.